# Queensrÿche (album)
Queensrÿche – minialbum amerykańskiego progresywno-metalowego zespołu Queensrÿche wydany w 1983. Początkowo płyta została wydana przez niezależną wytwórnię 206 Records. Po sukcesie EP zespół podpisał kontrakt z wytwórnią EMI.
Płyta została nagrana w 1982, gdy zespół Queensrÿche jeszcze nie istniał. Grupa występowała wówczas jako The Mob. Składała się z gitarzystów Chrisa DeGarmo oraz Michaela Wiltona, basisty Eddie Jacksona i perkusisty Scotta Rockenfielda. Wokalista Geoff Tate był piosenkarzem w zespole Myth. Przedtem współpracował z The Mob kilka razy i dostał propozycję dołączenia do zespołu na czas nagrywania płyty.

## Lista utworów

### Płyta oryginalna
1. "Queen of the Reich" – 4:24
2. "Nightrider" – 3:47
3. "Blinded" – 3:06
4. "The Lady Wore Black" – 6:15

### Reedycja (1989)
1. "Queen of the Reich" – 4:24
2. "Nightrider" – 3:47
3. "Blinded" – 3:06
4. "The Lady Wore Black" – 6:15
5. "Prophecy" – 4:00